# Laag-Keppel
Pour les articles homonymes, voir Keppel.
Laag-Keppel est un village appartenant à la commune néerlandaise de Bronckhorst.